# Affaire des Frog Boys
L'affaire des Frog Boys (개구리소년) est une affaire criminelle sud-coréenne au cours de laquelle cinq jeunes garçons de 9 à 13 ans disparaissent, le 26 mars 1991, lors d'une balade à la recherche des œufs de salamandre dans une colline boisée, proche de la ville de Daegu. Leur recherche est l'occasion d'une mobilisation sans précédent pour les retrouver. Leurs corps ont été retrouvés onze ans plus tard. L'autopsie a montré qu'ils avaient été tués par un instrument pointu dont la nature reste inconnue. Le ou les assassins n'ont jamais été retrouvés.

## Les enfants
Les cinq enfants étaient âgés de 9 à 13 ans :
- U Cheol-won (ou Wu Chul-won), 13 ans
- Jo Ho-yeon (ou Jo Ho-yun), 12 ans
- Kim Yeong-gyu (ou Kim Yung-wu), 11 ans
- Park Chan-in, 10 ans
- Kim Jong-sik, 9 ans

## 26 mars 1991: la disparition
Le 26 mars 1991 est un jour férié en Corée du Sud en raison d'élections locales ce jour-là. Un groupe de cinq jeunes garçons décident d'aller chercher des œufs de salamandre (et non de grenouille comme le suggère la traduction anglaise) sur le mont Waryong, une colline à l'ouest de la ville de Daegu. L'accès est aisé et proche de la ville, mais il est facile de se perdre dans ses sentiers étroits et sa dense forêt de pins. Les enfants parviennent à vélo jusqu'aux abords du lycée de Song-san, puis laissent leurs bicyclettes et montent dans la colline en empruntant le sentier derrière les bâtiments. Ils disparaissent ensuite, sans laisser de traces.

## Les recherches
Les moyens mis en œuvre pour retrouver les enfants sont énormes : plus de 300 000 personnes sont mobilisées pour fouiller la colline, des rivières, des réservoirs, des stations de bus et de chemin de fer. Plus de 8 millions de tracts sont distribués par la police. Des entreprises et des particuliers créent un fond de 42 millions de wons (environ 35 000 dollars à l'époque) pour récompenser ceux qui aideraient à trouver les disparus. La photographie des garçons est imprimée sur des millions de boîtes de lait. Des enfants et leurs professeurs organisent une campagne « Find the Frog Children ». Dévastés, beaucoup de parents quittent leur emploi afin de parcourir le pays dans l'espoir de les retrouver. Toutes ces recherches n'aboutissent à aucun résultat.

## Découverte des corps en 2002
Onze ans après la disparition, le 26 septembre 2002, Choi Hwan-tae, un homme de 50 ans est en train de ramasser des glands sur les flancs de la montagne quand il découvre des morceaux de vêtements et d'os. Les corps des cinq garçons sont rapidement identifiés. Dans un premier temps, les corps retrouvés entrelacés suggèrent aux policiers qu'ils sont morts d’hypothermie,. Pourtant l'endroit n'est qu'à deux kilomètres de leurs maisons, on peut entendre les bruits de la circulation et voir les lumières de la ville ce qui rend leur perte peu probable, d'autant qu'ils connaissaient bien la zone. De plus, l'endroit a été plusieurs fois fouillé (comme toute la colline) et a même subi un débroussaillage en 1998. Et même si tous les crânes sont retrouvés percés, la police estime tout d'abord qu'il ne s'agit pas d'un meurtre. Il semble que ces hypothèses erronées n'aient pas incité les enquêteurs à prendre les précautions et les prélèvements nécessaires sur la scène de crime. 
Ces premières conclusions ne sont pas acceptées par les familles qui exigent une analyse plus approfondie des corps. Il apparait alors que les garçons ont été attachés et frappés avec un instrument non identifié, peut-être pointu et évoquant un tournevis. Au moins un crâne présente une blessure par une arme à feu. De la mousse à l'intérieur de leurs crânes suggère que les enfants ont été enterrés à la hâte dans un petit ravin, et que secondairement, l'eau a finalement exposé leurs dépouilles. Des coquillages sont retrouvés à proximité.
Les enfants sont inhumés le 25 mars 2004.

## L'enquête
Dès 2002, plusieurs rumeurs évoquent un accident de chasse, ou de tirs d'une zone militaire à proximité. Certains évoquent des traces ressemblant à celle d'un appareil d'abattage animal. La police envisageait plutôt l'hypothèse d'un malade mental ou d'un pédophile. Il semble qu'enterrer les cinq corps dans un sol humide et dur exigent une préméditation ou au moins l'emploi d'outils adaptés. Il est possible que les enfants aient été tués, puis enterrés quelque part avant d'être déplacés et ré-enterrés où ils ont été trouvés sur le mont Waryong.
Les parents ont confié les crânes des garçons à un laboratoire de recherche médico-légal de l'université de Gyeongbuk, dans l'espoir qu'on parvienne un jour à déterminer l'origine des coups mortels.
Depuis 2006, l'affaire est prescrite par la justice coréenne, mais la police indique qu'elle continuera les recherches.

## Évocations artistiques
Deux films ont été tirés de cette affaire criminelle :
- Come Back, Frog Boys (돌아오라 개구리 소년, 1992), film sud-coréen de Cho Geum-hwan ;
- Children... (아이들…, 2011), film sud-coréen de Lee Kyoo-man.